# 櫻日和鮎実
櫻日和 鮎実（さくらかわ あゆみ）は、日本の漫画家。女性。

## 人物
自らを美少年(を愛し、美少年に愛されない)漫画家と称している。隙あらば美少年に踏まれたいと語りある種の変態性を持つ。繊細なタッチの美しいイラストとそこからは想像出来ないようなギャグセンスが持ち味。
自分がパニック障害を患ったことを描いた『パニくる!?』を2018年に執筆。

## 作品リスト
- 伯爵は少年メイドがお好き（ARIAコミックス）
- 天使と半ズボン（ARIAコミックス）
- パニくる!? パニック障害、『焦らない！』が効くクスリ。（『コミックフラッパー』、2018年2月号[2] - 2018年6月号[3]、全1巻[1]）
- ビネ先生とショ太くん（『くらげバンチ』2018年1月19日 - ）
- 生まれ変わらないでいてくれ（『コミックフラッパー』2019年2月号[4] - 11月号、全2巻）
- スーパー攻め様と時をかける俺（全1巻[5]）
- 口裂け姐さん（SNSで発表[6]、既刊2巻）

### アンソロジー
- スマプロ!コミックアンソロジー（2020年6月22日発売[7]、宙出版）